# Vlada Nezavisne Države Hrvatske
Vlada Nezavisne Države Hrvatske (službeno Hrvatska državna vlada) obavljala je izvršnu vlast u NDH od 16. travnja 1941. do 8. svibnja 1945. godine.
Vlada Nezavisne Države Hrvatske kao dio organizacije vlasti u NDH sa stanovišta međunarodnoga prava – nije bila pravno utemeljena, jer Haaške konvencije ne daju ovlast okupatoru stvarati nova tijela vlasti. Ujedno odluke tijela vlasti nisu imale legitimitet, jer nisu predstavljale izraz volje naroda.
Nakon što je Slavko Kvaternik, 10. travnja 1941. godine, proglasio formiranje Nezavisne Države Hrvatske, došlo je do uspostavljanja njezinih zakonodavnih tijela. Izdan je nalog u kojem će sva državna pitanja rješavati Odjel banske vlasti. Dan kasnije, formirana je privremena vlada koja se zvala Hrvatsko državno vodstvo. Kvaternik je imenovao članove hrvatskog državnog vrha. Predsjednik privremene vlade bio je Mile Budak, ostali članovi bili su Mirko Puk (zamjenik predsjednika), Andrija Artuković, Branko Benzon, Jozo Dumandžić, Mladen Lorković, Ismet Muftić, Marko Veršić, Đuro Vranešić i Milovan Žanić. Po dolasku hrvatskog Poglavnika Ante Pavelića u Zagreb, 16. travnja 1941. godine, došlo je do službenog formiranja Vlade Nezavisne Države Hrvatske.

## Članovi Vlade

### Predsjednik Vlade (Ured predsjednika vlade)
| # | Portret | Ime i prezime (Rođen-Umro)    | Mandat            | Mandat           | Bilješka                                                          |
| 1 |         | Ante Pavelić (1889. – 1959.)  | 16. travnja 1941. | 2. rujna 1943.   | Umro u Španjolskoj.                                               |
| 2 |         | Nikola Mandić (1869. – 1945.) | 2. rujna 1943.    | 8. svibnja 1945. | Nakon rata, komunističke vlasti osudile su ga na smrt i pogubile. |
| - | ------- | ----------------------------- | ----------------- | ---------------- | ----------------------------------------------------------------- |

### Podpredsjednik Vlade (Ured podpredsjednika vlade)
| # | Portret | Ime i prezime (Rođen-Umro)           | Mandat             | Mandat             | Bilješke                                                          |
| 1 |         | Osman Kulenović (1889. – 1947.)      | 16. travnja 1941.  | 7. studenoga 1941. | Nakon rata, komunističke vlasti osudile su ga na smrt i pogubile. |
| 2 |         | Džafer-beg Kulenović (1891. – 1956.) | 7. studenoga 1941. | 8. svibnja 1945.   | Umro u Siriji.                                                    |
| - | ------- | ------------------------------------ | ------------------ | ------------------ | ----------------------------------------------------------------- |

### Poslanik Ustaškog pokreta
| # | Portret | Ime i prezime (Rođen-Umro)    | Mandat            | Mandat            | Bilješke         |
| 1 |         | Ljudevit Šolc (1883. – 1943.) | 16. travnja 1941. | 30. travnja 1943. | Umro u NDH.      |
| 2 |         | Lovro Sušić (1891. – 1972.)   | 30. travnja 1943. | 8. svibnja 1945.  | Umro u Venezueli |
| - | ------- | ----------------------------- | ----------------- | ----------------- | ---------------- |

### Državni prabilježenik / čuvar državnoga pečata (Ured državnog prabilježnika)
| # | Portret | Ime i prezime (Rođen-Umro)        | Mandat              | Mandat              | Bilješke                                                          |
| 1 |         | Mirko Puk (1884–1945)             | 11. listopada 1942. | 11. listopada 1943. | Nakon rata, komunističke vlasti osudile su ga na smrt i pogubile. |
| 2 |         | Andrija Artuković (1899. – 1988.) | 11. listopada 1943. | 8. svibnja 1945.    | Emigrirao u SAD, kasnije umro u jugoslavenskom zatvoru.           |
| - | ------- | --------------------------------- | ------------------- | ------------------- | ----------------------------------------------------------------- |

### Zakonodavni povjerenik (Ured zakonodavnog povjerenika)
| # | Portret | Ime i prezime (Rođen-Umro)    | Mandat            | Mandat           | Bilješke                |
| 1 |         | Milovan Žanić (1882. – 1946.) | 16. travnja 1941. | 8. svibnja 1945. | Umro u kampu u Italiji. |
| - | ------- | ----------------------------- | ----------------- | ---------------- | ----------------------- |

### Ministarstvo domobranstva / oružanih snaga
| # | Portret | Ime i prezime (Rođen-Umro)        | Mandat             | Mandat             | Bilješke                                                                         |
| 1 |         | Slavko Kvaternik (1878. – 1947.)  | 16. travnja 1941.  | 4. siječnja 1943.  | Za vrijeme njegova mandata ministarstvo je nosilo ime Ministarstvo domobranstva. |
| 2 |         | Ante Pavelić (1889. – 1959.)      | 4. siječnja 1943.  | 2. rujna 1943.     | Umro u Španjolskoj.                                                              |
| 3 |         | Miroslav Navratil (1893. – 1947.) | 2. rujna 1943.     | 29. siječnja 1944. | Nakon rata, komunističke vlasti osudile su ga na smrt i pogubile.                |
| 4 |         | Ante Vokić (1909. – 1945.)        | 29. siječnja 1944. | 30. kolovoza 1944. | Pogubili ga pripadnici Ustaške obrane zbog sudjelovanja u Uroti Lorković-Vokić.  |
| 5 |         | Nikola Steinfel (1889. – 1945.)   | 30. kolovoza 1944. | 8. svibnja 1945.   | Nakon rata, komunističke vlasti osudile su ga na smrt i pogubile.                |
| - | ------- | --------------------------------- | ------------------ | ------------------ | -------------------------------------------------------------------------------- |

### Ministarstvo vanjskih poslova
| # | Portret | Ime i prezime (Rođen-Umro)         | Mandat             | Mandat             | Bilješke                                                                        |
| 1 |         | Ante Pavelić (1889. – 1959.)       | 16. travnja 1941.  | 9. lipnja 1941.    | Umro u Španjolskoj.                                                             |
| 2 |         | Mladen Lorković (1909. – 1945.)    | 9. lipnja 1941.    | 23. travnja 1943.  | Pogubili ga pripadnici Ustaške obrane zbog sudjelovanja u Uroti Lorković-Vokić. |
| 3 |         | Mile Budak (1889. – 1945.)         | 23. travnja 1943.  | 5. studenoga 1943. | Nakon rata, komunističke vlasti osudile su ga na smrt i pogubile.               |
| 4 |         | Stijepo Perić (1896. – 1954.)      | 5. studenoga 1943. | 28. travnja 1944.  | Umro u Argentini.                                                               |
| 5 |         | Mladen Lorković (1909. – 1945.)    | 28. travnja 1944.  | 5. svibnja 1944.   | Pogubili ga pripadnici Ustaške obrane zbog sudjelovanja u Uroti Lorković-Vokić. |
| 6 |         | Mehmed Alajbegović (1889. – 1945.) | 5. svibnja 1944.   | 8. svibnja 1945.   | Nakon rata, komunističke vlasti osudile su ga na smrt i pogubile.               |
| - | ------- | ---------------------------------- | ------------------ | ------------------ | ------------------------------------------------------------------------------- |

### Ministarstvo unutarnjih poslova
| # | Portret | Ime i prezime (Rođen-Umro)        | Mandat              | Mandat              | Bilješke |
| 1 |         | Andrija Artuković (1899. – 1988.) | 16. travnja 1941.   | 10. listopada 1942. | Emigrirao u SAD, a kasnije umro u jugoslavenskom pritvoru. |
| 2 |         | Ante Nikšić (1892. – 1962.)       | 10. listopada 1942. | 29. travnja 1943.   | Za vrijeme njegova mandata Ministarstvo zdravstva i Ministarstvo udružbe su se pripojila njegovom ministarstvu, no osnovana su dva glavna ravnateljstva (Glavno ravnateljstvo za zdravstvo i Glavno ravnateljstvo za udružbu i društvenu skrb). |
| 3 |         | Andrija Artuković (1899. – 1988-) | 29. travnja 1943.   | 11. listopada 1943. | Za vrijeme njegova mandata glavna ravnateljstva su još uvijek pod njegovom upravom. |
| 4 |         | Mladen Lorković (1909. – 1945.)   | 11. listopada 1943. | 30. kolovoza 1944.  | Za vrijeme njegova mandata glavna ravnateljstava su izdvojena od ministarstva, zbog promjene poslovnika i zakonske odredbe |
| 5 |         | Mate Frković (1901. – 1987.)      | 30. kolovoza 1944.  | 8. svibnja 1945.    | Umro u Argentini. |
| - | ------- | --------------------------------- | ------------------- | ------------------- | --- |

### Ministarstvo pravosuđa i bogoštovlja
| # | Portret | Ime i prezime (Rođen-Umro)        | Mandat              | Mandat              | Bilješke                                                           |
| 1 |         | Mirko Puk (1884. – 1945.)         | 16. travnja 1941.   | 10. listopada 1942. | Izručen Jugoslaviji 1945., nakon toga njegova sudbina je nepoznata |
| 2 |         | Andrija Artuković (1899. – 1988.) | 10. listopada 1942. | 1. travnja 1943.    | Emigrirao u SAD, a kasnije umro u jugoslavenskom pritvoru.         |
| 3 |         | Jozo Dumandžić (1900. – 1977.)    | 1. travnja 1943.    | 25. kolovoza 1943.  | Umro u Argentini.                                                  |
| 4 |         | Pavao Canki (1892. – 1945.)       | 25. kolovoza 1943.  | 8. svibnja 1945.    | Nakon rata, komunističke vlasti osudile su ga na smrt i pogubile.  |
| - | ------- | --------------------------------- | ------------------- | ------------------- | ------------------------------------------------------------------ |

### Ministarstvo bogoštovlja i nastave / narodne prosvjete
| # | Portret | Ime i prezime (Rođen-Umro)       | Mandat              | Mandat              | Bilješke |
| 1 |         | Mile Budak (1889. – 1945.)       | 16. travnja 1941.   | 2. studenog 1941.   | Promjenom poslovnika i zakonske odredbe (24. lipnja) ministarstvo gubi djelokrug nad bogoštovljem - Ministarstvo nastave.            |
| 2 |         | Stjepan Ratković (1878. – 1968.) | 2. studenoga 1941.  | 9. listopada 1942.  | |
| 3 |         | Mile Starčević (1904. – 1953.)   | 9. listopada 1942.  | 11. listopada 1943. | Promjenom poslovnika i zakonske odredbe (9. listopada) ministarstvo mijenja ime i unutarnji ustroj - Ministarstvo narodne prosvjete. |
| 4 |         | Julije Makanec (1904. – 1945.)   | 11. listopada 1943. | 8. svibnja 1945.    | Nakon rata, komunističke vlasti osudile su ga na smrt i pogubile.                                                                    |
| - | ------- | -------------------------------- | ------------------- | ------------------- | --- |

### Ministarstvo obrta, veleobrta i trgovine
| # | Portret | Ime i prezime (Rođen-Umro)        | Mandat              | Mandat              | Bilješke |
| 1 |         | Marijan Šimić (1898.–????)        | 24. lipnja 1941.    | 15. listopada 1941. | |
| 2 |         | Dragutin Toth (1890. – 1971.)     | 15. listopada 1941. | 9. listopada 1942.  | Promjenom poslovnika i zakonske odredbe (9. listopada) ministarstvo se pripaja Ministarstvu narodnog gospodarstva, no osniva se Glavno ravnateljstvo za obrt, veleobrt i trgovinu. |
| 3 |         | Josip Cabas (1900. – 1980.)       | 11. listopada 1943. | 1. veljače 1944.    | |
| 4 |         | Vjekoslav Vrančić (1904. – 1990.) | 1. veljače 1944.    | 8. svibnja 1945.    | Umro u Argentini |
| - | ------- | --------------------------------- | ------------------- | ------------------- | --- |

### Ministarstvo narodnog gospodarstva
| # | Portret | Ime i prezime (Rođen-Umro)  | Mandat             | Mandat              | Bilješke |
| 1 |         | Lovro Sušić (1891. – 1972.) | 16. travnja 1941.  | 24. lipnja 1941.    | Promjenom poslovnika i zakonske odredbe (24. lipnja) ministarstvo se ukida i nastaju tri nova ministarstva: Ministarstvo seljačkog gospodarstva, Ministarstvo za obrt veleobrt i trgovinu i Državna riznica NDH. |
| 2 |         | Josip Balen (1890. – 1963.) | 9. listopada 1942. | 12. listopada 1943. | Promjenom poslovnika i zakonske odredbe (9. listopada) ministarstvo se ponovno osniva i stapa Ministarstvo selječkog gospodarstva, šumarstva i rudarstva i obrta, veleobrta i trgovine, no osniva se Glavno ravnateljstvo za obrt, veleobrt i trgovinu, Glavno ravnateljstvo za poljodjelstvo i Glavno ravnateljstvo za šumarstvo i Glavno ravnateljstvo za rudarstvo. |
| - | ------- | --------------------------- | ------------------ | ------------------- | --- |

### Ministarstvo seljačkog gospodarstva i prehrane
| # | Portret | Ime i prezime (Rođen-Umro)     | Mandat              | Mandat              | Bilješke |
| 1 |         | Jozo Dumandžić (1900. – 1977.) | 24. lipnja 1941.    | 10. listopada 1942. | Nakon njegova mandata ministarstvo se ukida, zbog promjene poslovnika i zakonske odredbe (10. listopada) i pripaja Ministarstvu narodnog gospodarstva                                                                     |
| 2 |         | Stjepan Hefer (1897. – 1973.)  | 12. listopada 1943. | 8. svibnja 1945.    | Promjenom poslovnika i zakonske odredbe (12. listopada) ministarstvo se ponovno osniva, pridodaje mu se djelokrug nad prehranom i Glavno ravnateljstvo za poljodjelstvo - Ministarstvo seljačkog gospodarstva i prehrane. |
| - | ------- | ------------------------------ | ------------------- | ------------------- | --- |

### Državna riznica NDH / Ministarstvo državne riznice
| # | Portret | Ime i prezime (Rođen-Umro)      | Mandat              | Mandat              | Bilješke |
| 1 |         | Vladimir Košak (1908. – 1947.)  | 24. lipnja 1941.    | 1. travnja 1943.    | Promjenom poslovnika i zakonske odredbe (24. lipnja) Glavno ravnateljstvo za rizničarske poslove postaje zasebno ministarstvo. |
| 2 |         | Ante Filipančić (1887. – 1944.) | 1. travanja 1943.   | 10. listopada 1943. | Za vrijeme njegova mandata ministarstvo mijenja ime i unutarnji ustroj - Ministarstvo državne riznice.                         |
| 3 |         | Dragutin Toth (1890. – 1971.)   | 10. listopada 1943. | 8. svibnja 1945.    | |
| - | ------- | ------------------------------- | ------------------- | ------------------- | --- |

### Ministarstvo prometa i javnih radova
| # | Portret | Ime i prezime (rođen - umro)     | Mandat              | Mandat              | Bilješke |
| 1 |         | Hilmija Bešlagić (1899. – 1977.) | 26. lipnja 1941.    | 11. listopada 1943. | Za vrijeme njegova mandata Ministarstvo pošte, brzojava i brzoglasa se pripojilo njegovom ministarstvu, zbog sličnosti u djelokruzima. |
| 2 |         | Ante Vokić (1909. – 1945.)       | 11. listopada 1943. | 30. kolovoza 1944.  | Pogubili ga pripadnici Ustaške obrane zbog sudjelovanja u Uroti Lorković-Vokić.                                                        |
| 3 |         | Jozo Dumandžić (1900. – 1977.)   | 30. kolovoza 1944.  | 8. svibnja 1945.    | |
| - | ------- | -------------------------------- | ------------------- | ------------------- | --- |

### Ministarstvo šumarstva i rudarstva
| # | Portret | Ime i prezime (Rođen-Umro)    | Mandat              | Mandat             | Bilješke |
| 1 |         | Ivica Frković (1894. – 1980.) | 16. travnja 1941.   | 9. listopada 1942. | Promjenom poslovnika i zakonske odredbe (9. listopada) ministarstvo se pripaja Ministarstvu narodnog gospodarstva.                                             |
| 2 |         | Josip Balen (1890. – 1963.)   | 12. listopada 1943. | 8. svibnja 1945.   | Promjenom poslovnika i zakonske odredbe (12. listopada) ministarstvo se ponovno osniva i dvaput mjenja ime - Ministarstvo šuma i ruda / šumarstva i rudarstva. |
| - | ------- | ----------------------------- | ------------------- | ------------------ | --- |

### Ministarstvo pošte, brzojava i brzoglasa
| # | Portret | Ime i prezime (Rođen-Umro)     | Mandat            | Mandat            | Bilješke |
| 1 |         | Jozo Dumandžić (1900. – 1977.) | 16. travnja 1941. | 1. srpnja 1941.   | |
| 2 |         | Lovro Sušić (1891. – 1972.)    | 1. srpnja 1941.   | 30. travnja 1943. | Nakon njegova mandata ministarstvo se pripojilo Ministarstvu prometa i javnih radova, zbog sličnosti u djelokruzima. |
| - | ------- | ------------------------------ | ----------------- | ----------------- | --- |

### Ministarstvo zdravstva
| # | Portret | Ime i prezime (Rođen-Umro)  | Mandat           | Mandat             | Bilješke |
| 1 |         | Ivan Petrić (1897. – 1968.) | 24. lipnja 1941. | 9. listopada 1942. | Nakon njegova mandata ministarstvo se pripojilo Ministarstvu unutarnjih poslova, zbog promjene poslovnika i zakonske odredbe. |
| - | ------- | --------------------------- | ---------------- | ------------------ | --- |

### Ministarstvo udružbe
| # | Portret | Ime i prezime (Rođen-Umro)    | Mandat           | Mandat             | Bilješke |
| 1 |         | Jozo Dumanžić (1900. - 1977.) | 24. lipnja 1941. | 9. listopada 1942. | Nakon njegova mandata ministarstvo se pripojilo Ministarstvu unutarnjih poslova, zbog promjene poslovnika i zakonske odredbe. |
| - | ------- | ----------------------------- | ---------------- | ------------------ | --- |

### Ministarstvo zdravstva i udružbe
| # | Portret | Ime i prezime (Rođen-Umro)   | Mandat              | Mandat           | Bilješke |
| 1 |         | Janko Tortić (1897. – 1968.) | 12. listopada 1943. | 8. svibnja 1945. | Promjenom poslovnika i zakonske odredbe (12. listopada) iznova se osnovalo Ministarstvo zdravstva, no s pridodanim djelokrugom udružbe - Ministarstvo zdravstva i udružbe. |
| - | ------- | ---------------------------- | ------------------- | ---------------- | --- |

### Ministar skrbi za postradale krajeve
| # | Portret | Ime i prezime (Rođen-Umro)         | Mandat              | Mandat           | Bilješke |
| 1 |         | Mehmed Alajbegović (1906. – 1947.) | 11. listopada 1943. | 5. svibnja 1944. | Za vrijeme njegova mandata na njegovu zamolbu država je sustavno pomagala i zbrinjavala iseljene građane, posebice iz BiH-a. |
| 2 |         | Meho Mehičić (1904. – 1967.)       | 5. svibnja 1944.    | 8. svibnja 1945. | |
| - | ------- | ---------------------------------- | ------------------- | ---------------- | --- |

### Ministar za oslobođene krajeve
| # | Portret | Ime i prezime (Rođen-Umro) | Mandat              | Mandat            | Bilješke          |
| 1 |         | Edo Bulat (1901. – 1984.)  | 11. listopada 1943. | 20. svibnja 1944. | Umro u Argentini. |
| - | ------- | -------------------------- | ------------------- | ----------------- | ----------------- |

## Članovi Vlade u egzilu
| Portret | Ime i prezime (Rođen-Umro)        | Ministarstvo                         |
|         | Džafer Kulenović (1891. – 1956.)  | Predsjednik Vlade                    |
|         | Vjekoslav Vrančić (1899. – 1988.) | Podpredsjednik Vlade                 |
|         | Andrija Artuković (1899. – 1988.) | Ministar unutarnjih poslova          |
|         | Petar Pejačević (1908. – 1987.)   | Ministar vanjskih poslova            |
|         | Andrija Ilić (????-????)          | Ministar obrazovanja                 |
|         | Rafael Boban (1907. – 1951?)      | Ministar oružanih snaga              |
|         | Jozo Dumandžić (1900. – 1977.)    | Ministar za telekomunikacije i poštu |
|         | Ivica Frković (1894. – 1980.)     | Ministar šumarstva i rudarstva       |
|         | Stjepan Hefer (1897. – 1973.)     | Ministar bez portfelja               |
|         | Hilmija Bešlagić (1899. – 1977.)  | Ministar bez portfelja               |
|         | Jozo Turina (????-????)           | Ministar bez portfelja               |
| ------- | --------------------------------- | ------------------------------------ |